# Ancylastrum cumingianus
Ancylastrum cumingianus је пуж из реда Hygrophila и фамилије Planorbidae. 

## Угроженост
Ова врста је крајње угрожена и у великој опасности од изумирања.

## Распрострањење
Ареал врсте је ограничен на једну државу. 
Аустралија је једино познато природно станиште врсте.

## Станиште
Станиште врсте су слатководна подручја. 